# Oligoneurus flavifacialis
Oligoneurus flavifacialis är en stekelart som beskrevs av He 2000. Oligoneurus flavifacialis ingår i släktet Oligoneurus och familjen bracksteklar. Inga underarter finns listade i Catalogue of Life.